# 松田文雄 (仏教史学者)
松田 文雄（まつだ ぶんゆう、1928年 - 2015年11月）は、日本の仏教史学者、第26代駒澤大学総長。曹洞宗僧侶、大本山總持寺西堂・顧問。専門は中国禅宗史、曹洞宗学（瑩山禅師）。

## 来歴
旧制山形高校、東北大学文学部印度学科卒業。同大学院印度学専攻、駒澤大学大学院仏教学専攻修士課程修了。東北大学で山田龍城、金倉円照の薫陶を受ける。同窓には山折哲雄。駒澤大学大学院では増永霊鳳のもと中国禅宗史を修めた。駒澤大学非常勤講師、宗学研究所所員となる。1971年に駒澤大学文学部の専任教員、のち教授に就任。文学部文化学教室主任、1986年に文学部長を歴任。
1997年から2005年まで駒澤大学総長。1999年、文学部教授を定年退職。神奈川県小田原市板橋の香林寺住職、大本山總持寺西堂・顧問をつとめた。
著書に『曹洞宗全書』『禅学大辞典』『瑩山禅』『大雄山と御開山さま～了庵慧明禅師の足跡をたずねて』『宗教学ハンドブック』『新版 禅学大辞典』（共著、共編を含む）など。